# Sandra Afrika
Sandra Prodanović, (Beograd, 1. travnja 1988.), poznatija pod umjetničkim imenom Sandra Afrika, srpska je turbo-folk pjevačica. Rođena je u Beogradu u obitelji Prodanović. Karijeru je započela kao član prateće plesne grupe Milojka Mile Kitića. Godine 2007. izdala je prvu pjesmu Afrika, po kojoj je dobila sadašnji pseudonim.
Nastavila je s radom i sada izdaje nekoliko pjesama godišnje. U suradnji s izdavačkim odjelom televizije DM SAT, Sandra je 2011. izdala album Sandra Afrika. Na albumu se nalazi njenih prvih devet snimljenih pjesama — od Afrika iz 2007. do Samo poželi iz godine izdavanja. Tri godine ranije, listopada 2009., izdan je maksi kompakt-disk s prvih pet snimljenih pjesama.
Sandra Afrika ponovno se vratila na naslovnice krajem rujna 2012. izdavanjem pjesme Neko će mi noćas napraviti sina, za koju je službeni spot ocijenjen kao atraktivan i provokativan. Isti slučaj dogodio se krajem travnja sljedeće godine, kada je u suradnji s rumunjskim glazbenikom Costijem Ionitom izdana pjesma Devojka tvog druga. Ovog puta, spot je ocijenjen kao još provokativniji, te je na Youtube-u zabranjen za neprijavljene i maloljetne korisnike. U ožujku 2014. godine izdaje novu pjesmu Oči plave, koju izvodi s pjevačem Sašom Kaporom.

## Diskografija

### Albumi
- Afrika (2011.)
- Pijana (2017.)

### Singlovi
| - Crni Mile (2011.) - Divlja jagoda (2012.) - Abrakadabra (2012.) - Neko će mi noćas napraviti sina (2012.) - Devojka tvog druga (ft. Costi Ionita) (2013.) - Oči plave (ft. Saša Kapor) (2014.) - 300 čuda (ft. Marko Vanilla) (2014.) - Bye bye (ft. Costi Ioniţă) (2014.) - Haljina bez ledja (ft. MC Stojan) (2014.) - Devojački san (ft. Costi Ioniţă) (2014.) | - Pozovi ga ti (ft. Goca Tržan) (2015.) - Usne bez karmina (2015.) - Ljubav stara (2015.) - Šarala varala (ft. Oskar) (2016.) - Loša u krevetu (2016.) - "Koliko volim te" (2016.) - Mojito (2016.) - Adio (ft. DJ Denial X (2016.) - Nevaljala (ft. Vuk Mob) (2016.) |